# Región geográfica inmediata de Maravilha
La región geográfica inmediata de Maravilha es una de las 24 regiones inmediatas del estado brasileño de Santa Catarina, y una de las siete regiones inmediatas que componen la región geográfica intermedia de Chapecó, y una de las 509 regiones inmediatas en Brasil, creadas por el IBGE en 2017. Está compuesta de 8 municipios.

## Municipios
| Región geográfica inmediata | Código | Municipios                   |
| --------------------------- | ------ | ---------------------------- |
| Maravilha                   | 420012 | Bom Jesus do Oeste           |
| Maravilha                   | 420012 | Cunha Porã                   |
| Maravilha                   | 420012 | Iraceminha                   |
| Maravilha                   | 420012 | Maravilha                    |
| Maravilha                   | 420012 | Saltinho                     |
| Maravilha                   | 420012 | Santa Terezinha do Progresso |
| Maravilha                   | 420012 | São Miguel da Boa Vista      |
| Maravilha                   | 420012 | Tigrinhos                    |